# Краснозвездинское муниципальное образование
Краснозвездинское сельское поселение, Краснозвездинское муниципальное образование — муниципальное образование  в Ртищевском муниципальном районе  Саратовской области России. Административный центр - село Красная Звезда (до 1920 года называлось Большие Сестрёнки). Образовано в 2006 году.

## Общее описание
Включает в себя территории бывших сельсоветов - Александровского, Владыкинского, Краснозвездинского, Сланцовского и Лопатинского. Граничит с Макаровским и Шило-Голицынским сельскими поселениями Ртищевского района, Большежуравским сельским поселением, Краснознаменским сельским поселением Аркадакского района и Перевесинским сельским поселением Турковского района. На западе муниципального образования находятся земли Макаровского лесничества, протекают реки Хопёр, Старый Хопёр, Большая Сестрёнка. На берегах рек - пляжи. Большая часть территории поселения, представляющая собою степь, пересечённую оврагами, занята сельхозугодьями. Селения располагаются, как правило, близ прудов, образованных путём сооружения плотин поперек оврагов. В Красной звезде имеется средняя школа. В селах Сланцы, Лопатино, Владыкино находились девятилетние школы, ныне "основные" школы. В селе Ключи - межколхозная больница.

## История
Славянское заселение земель нынешнего муниципального образования началось не позднее XVII века. Первыми жителями были вольные переселенцы из Центральной России (из Рязанской и из соседней Тамбовской земли) и из Слободской Украины. К 1741 году бо'льшая часть территории входила в село Архангельское, принадлежавшее московскому Иоанно-Предтеченскому монастырю и Страстному монастырю. После секуляризационной реформы 1764 жившие там монастырские крестьяне попали в число  экономических. Впоследствии часть земель была роздана дворянам и однодворцам, среди которых - капралы,  сержанты и офицеры (в том числе Измайловского полка), жены (видимо, вдовы) драгун и офицеров, недоросли  и другие . Часть земель осталась в казённом владении  . На территории современного поселения было несколько помещичьих имений. Князьям Голицыным принадлежало одноимённое село (никто из князей здесь никогда не был). В Ключах располагалась усадьба, принадлежавшая в конце 18 - начале 19 века семейству Норовых . Там родились братья Норовы: Норов, Авраам Сергеевич (российский государственный деятель, учёный, путешественник и писатель), Норов, Александр Сергеевич (русский поэт, переводчик), Норов, Василий Сергеевич (декабрист, член «Союза благоденствия» и Южного общества, подполковник, разжалованный в 1826 году). В деревне Счастливка (прекратила существование в 1980-х гг.) - усадьба помещиков Лавриновых. Несколько зажиточных крестьян и однодворцев имели хутора, называвшиеся по фамилиям своих владельцев - Бакутов, Кожевников, Шапкин (ныне не существуют).

## Населённые пункты
- село Красная Звезда
- село Александровка
- деревня Березовка
- село Владыкино
- село Голицыно
- деревня Екатериновка
- село Изнаир
- село Ключи
- село Лопатино
- деревня Мамоновка
- хутор Ободной
- деревня Осиновка
- село Подгоренка
- деревня Рюмино
- деревня Селитьба
- село Скачиха
- село Сланцы
- деревня Сорокино
- деревня Степановка
- деревня Ундольщина